# سوکولنگکی (شهرستان ویروشوف)
سوکولنگکی (به لهستانی:  Sokolniki) یک روستا در لهستان است که در گمینا سوکولنگکی واقع شده‌است. سوکولنگکی ۱٬۲۰۰ نفر جمعیت دارد.